# 听说 (韩国电影)
《听说》（韓語：청설）为2024年上映的韩国爱情片，翻拍自2009年的同名台湾电影《聽說》，由《一天》的导演赵善浩（조선호）执导，洪庆、盧允瑞与金玟周主演。
该片入选第29届釜山国际电影节“韩国电影的今日—特别首映”单元并于2024年10月3日举行世界首映，同年11月6日在韩国正式上映。

## 剧情概要
该片讲述一个摩托外送骑手爱上了一个疑似有听力障碍的年轻女孩，他们将自己比作水鸟和树木，试图冲破感情中的障碍，追逐自己的梦想并让感情进一步发展。

## 演员阵容
- 洪庆 饰演 李龍俊，大学毕业后寻找梦想的年轻人，在不得已开始的外卖兼职中，对偶然遇到的夏天一见钟情。[10]
- 盧允瑞 饰演 徐夏天，从物质和精神上支持着妹妹秋天的奥运金牌梦想，但她从未想过自己想做的事情，偶然遇到龍俊后她开始深入地思考自己。[11]
- 金玟周 饰演 徐秋天，夏天的妹妹，一名聋哑人游泳选手，实力非常突出，为了实现自己在奥运会上获得金牌的梦想而不停地奔跑。[12]
- 郑勇周 饰演 趙宰镇，龍俊最好的朋友，经营一家機車行。[13]
- 鄭惠英 饰演 美贞，龙俊的母亲。
- 玄奉植 饰演 仁哲，龙俊的父亲。
- 安敏英 饰演 熙珠
- 高庆万 饰演 奇峰

## 制作
2018年9月，制片商Aloha Pictures与Another Pictures宣布将翻拍陳意涵、彭于晏主演的台湾爱情片《聽說》（청설）。2023年5月，媒体报道洪庆与盧允瑞将主演该片，预计8月中旬开拍。同年7月，媒体报道前偶像女团IZ*ONE成员金玟周有望出演该片，在片中饰演卢允瑞的妹妹。

### 损益平衡点
据媒体报道，该片损益平衡点约为120万观影人次。

## 发行
该片于2024年10月3日在第29届釜山国际电影节举行世界首映，同年11月6日在韩国正式上映。据《Variety》报道，该片发行版权已销售至亚洲多个国家与地区，台湾发行商車庫娛樂获得包括台湾和香港在内的东南亚地区发行权，KDDI获得日本发行权。同年12月23日上线韩国IPTV、VOD和OTT平台。

### 票房
《听说》在韩国上映首日以3.71万观影人次夺得单日票房冠军，首周末以16.85万观影人次夺得周末票房冠军；次周末不敌新上映的好莱坞影片而位列周末票房榜第2名。
| 上一届： 《毒液：最后一舞》 | 2024年韓國週末票房冠軍 第45週 | 下一届： 《》 |

## 奖项荣誉
| 年份 | 颁奖礼             | 奖项           | 入围者 | 结果 | 参考   |
| ---- | ------------------ | -------------- | ------ | ---- | ------ |
| 2025 | 第61屆百想藝術大獎 | 最佳新人女演员 | 盧允瑞 | 獲獎 | [ 24 ] |